# Vaninskij rajon
Il Vaninskij rajon (in russo Ванинский район?) è un municipal'nyj rajon del Kraj di Chabarovsk, nell'Estremo oriente russo.